# レスリー・オニール
レスリー・オニール（Leslie Claudis O'Neal 1964年5月7日- ）はアーカンソー州リトルロック出身の元アメリカンフットボール選手。現役時代のポジションはディフェンシブエンド。
オクラホマ州立大学の3年次、4年次にオールアメリカンに選出された。1986年のNFLドラフト1巡目全体8位でサンディエゴ・チャージャーズに指名されて入団した。1986年11月16日のダラス・カウボーイズ戦では5サックをあげた。これはNFLルーキー記録である。この年、12.5サックをあげてディフェンシブ・ルーキー・オブ・ザ・イヤーに輝く活躍を見せた。1995年に行われた第29回スーパーボウルに出場したがチームはサンフランシスコ・フォーティナイナーズに敗れた。1996年からセントルイス・ラムズ、1998年からカンザスシティ・チーフスでプレイした。プロ生活14年間でプロボウルに6回選ばれた。NFL歴代8位タイの132.5サックの成績を残している。